# کارلا مدینا
کارلا روبی مدینا ویارئال (متولد ۲۹ ژوئن ۱۹۸۴ در مونتری)، معروف به کارلا مدینا، مجری تلویزیون، بازیگر، صداپیشه و خواننده تلویزیونی مکزیکی است. مدینا صدا پیشگی تریکسی را در نسخه اسپانیایی داستان اسباب‌بازی ۳ انجام داد.

## فیلم
- زوتوپیا، دستیار شهردار (صدا گذاری، نسخه اسپانیایی)
- کوکو، نماینده عزیمت (صدا)
- نگهبانان کهکشان، گامورا (صدا گذاری، نسخه اسپانیایی)
- نگهبانان کهکشان بخش ۲، گامورا (صدا گذاری، نسخه اسپانیایی)
- انتقام‌جویان: جنگ ابدیت، گامورا (صدا گذاری، نسخه اسپانیایی)